# Акишевка
Акишевка — река в России, протекает по Нехаевскому и Алексеевскому районам Волгоградской области. Длина реки составляет 49 км. Площадь водосборного бассейна — 761 км².
Начинается у населённого пункта Хорошенский, течёт в юго-восточном направлении через Панькинский, Упорниковский, Денисовский. Затем поворачивает на восток, пересекает Реченский и Лунякинский. Устье реки находится в 148 км по правому берегу реки Хопёр около Усть-Бузулукской.
Ширина реки в низовьях — 10 метров, глубина — 1 метр.
Основные притоки — пересыхающие ручьи в балках Сухая и Березкин Дол, впадают слева.

## Данные водного реестра
По данным государственного водного реестра России относится к Донскому бассейновому округу, водохозяйственный участок реки — Хопёр от впадения реки Ворона и до устья, без рек Ворона, Савала и Бузулук, речной подбассейн реки — Хопёр. Речной бассейн реки — Дон (российская часть бассейна).
Код объекта в государственном водном реестре — 05010200512107000007568.